# Нестандардни RAID нивои
Све стандардне RAID имплементације се по спецификацијама разликују у мањој мери. Неке компаније су развиле нестандардне RAID имплементације које се значајно разликују од стандардних.

## Двострука парност
Део RAID-а 6, двострука парност, као и код обичног RAID-а 6, има два прорачуна парности. За разлику од RAID-а 6, други прорачун није још један скуп тачака у полиному који карактерише податке. Уместо тога, дупла парност рачуна додатну парност различитих група блокова. На пример, и RAID 5 и RAID 6, када праве један или више блокова парности, разматрају све блокове означене са "А“. Доста је једноставно да се израчуна парност више група блокова, па се рачунају сви "А" блокови и пермутована група блокова.
Ово се најлакше илуструје коришћењем RAID-а 4, RAID-а 4 са синдромом близанаца (RAID 6 са RAID 4 распоредом) и коришћењем RAID-а 4 двоструке парности.
```
                      RAID 4 са               RAID 4
    RAID 4        синдромом близанаца   двоструке парности
A1  A2  A3  Ap    A1  A2  A3  Ap  Aq    A1  A2  A3  Ap  1n
B1  B2  B3  Bp    B1  B2  B3  Bp  Bq    B1  B2  B3  Bp  2n
C1  C2  C3  Cp    C1  C2  C3  Cp  Cq    C1  C2  C3  Cp  3n
D1  D2  D3  Dp    D1  D2  D3  Dp  Dq    D1  D2  D3  Dp  4n
*A1, B1, C1, итд. - сваки представља један блок података.
*Свака колона представља један диск.

```

- "n" блокови су блокови двоструке парности
- блок "2n" се израчунава као A2{\displaystyle \;\oplus \;}B3{\displaystyle \;\oplus \;}Cp
- блок "3n" се израчунава као A3{\displaystyle \;\oplus \;}Bp{\displaystyle \;\oplus \;}C1
- блок "1n" се израчунава као A1{\displaystyle \;\oplus \;}B2{\displaystyle \;\oplus \;}C3

Зато што су блокови двоструких парности коректно расподељени, могуће је, коришћењем итеративног опоравка, реконструисати два диска. На пример: "B2" би могао бити опорављен без и једног од "x1" или "x2" блокова зато што би "A2" било једнако B3{\displaystyle \;\oplus \;}Cp{\displaystyle \;\oplus \;}2n, а "A1" би се могао опоравити преко A2{\displaystyle \;\oplus \;}A3{\displaystyle \;\oplus \;}Ap. На крају, "B2" би било једнако A1{\displaystyle \;\oplus \;}C3{\displaystyle \;\oplus \;}1n.

### RAID DP
RAID DP имплементира двоструку парност у самом RAID-у 6. Перформанса RAID-а DP опада за мање од 2% у поређењу са RAID-ом 4.

## RAID 5E, RAID 5EE и RAID 6E
RAID 5E, RAID 5EE и RAID 6E (додато E представља Enhanced(енгл. побољшан)) су варијанте RAID-а 5 и 6 са интегрисаним диском за аутоматско или мануелно замењивање диска који не ради (енгл. hot spare drive). Овај дискје активан део ротационе шеме блокова.

## Intel Matrix RAID
Intel Matrix RAID је технологија складиштења коју је у промет убацила компанија Intel. Овај систем се имплементира фирмверски а не софтверски или хардверски.
Први пут се појављује на ICH6R "southbridge" чипу. "R" на крају имена чипа означава да чип користи ову RAID технологију. Intel Matrix RAID није нови ниво RAID-а већ само својство чипа. За разлику од обичних RAID нивоа, код Intel Matrix RAID-а можемо различите области на истом диску доделити различитим RAID уређајима. Matrix RAID побољшава и перформансу и интегритет података.
Intel Matrix RAID, заједно са Intel Rapid RAID-ом и Интеловом паметном технологијом за одзив (Intel Smart Response Technology), чини Интелову технологију за брзо складиштење (Intel Rapid Storage Technology).

## Linux MD RAID 10
Софтверски RAID драјвер за Линуксов кернел (Linux kernel) (звани "md", што значи "више уређаја" (енгл. "multiple devices")) може да се користи да се направи класичан RAID 1+0 низ, али и као један ниво са одрећеним екстензијама.
Стандардан "близак" ("near") распоред, где се сваки комад података понавља n пута у k-тоструком тракастом низу, је еквивалентан стандардном RAID 10 (RAID 1+0) уређењу, али не захтева да n дели k равномерно. На пример: n2 распоред на 2, 3 и 4 диска би изгледао овако:
```
 2 диска          3 диска           4 диска
 --------         ----------        --------------
 A1  A1           A1  A1  A2        A1  A1  A2  A2
 A2  A2           A2  A3  A3        A3  A3  A4  A4
 A3  A3           A4  A4  A5        A5  A5  A6  A6
 A4  A4           A5  A6  A6        A7  A7  A8  A8
 ..  ..           ..  ..  ..        ..  ..  ..  ..

```

Пример са 4 диска је идентичан стандардном RAID 1+0 низу, док је пример са 3 диска софтверска имплементација RAID-а 1E. Пример са 2 диска је еквивалентан RAID-у 1.
Драјвер такође подржава "далек" ("far") распоред где је сваки диск подељен на f секција. Сви комади података се понављају у свакој секцији али су у групама (на пример у паровима). На пример, f2 распоред би на низовима од 2, 3 и 4 диска изгледао овако:
```
 2 диска              3 диска              4 диска
 --------             --------------       --------------------
 A1  A2               A1   A2   A3         A1   A2   A3   A4
 A3  A4               A4   A5   A6         A5   A6   A7   A8
 A5  A6               A7   A8   A9         A9   A10  A11  A12
 ..  ..               ..   ..   ..         ..   ..   ..   ..
 A2  A1               A3   A1   A2         A2   A1   A4   A3
 A4  A3               A6   A4   A5         A6   A5   A8   A7
 A6  A5               A9   A7   A8         A10  A9   A12  A11
 ..  ..               ..   ..   ..         ..   ..   ..   ..

```

Ово је дизајнирано за тракасту перформансу пресликавања низова (дељење података на траке). Секвенцијална читања се могу поделити на траке, као код RAID-а 0. Читања са случајним приступом су нешто бржа док читања са случајним приступом нуде скоро једнаку перформансу у поређењу са другим RAID-ovima sa preslikavањима. Овај распоред ради доста добро у системима где се више врши читање од писања (што је и често). Првих 1/f сваког диска представљају стандардни RAID 0 низ. То омогућава тракасту перформансу пресликавања скупова за само 2 диска.
"Близак" (n - near) и "далек"(f - far) распоред се могу комбиновати заједно. Ако имамоn2 f2 распоред (near - far) који садржи 4 копије сваког сектора (2 пута 2), захтева се најмање 4 диска:
```
 A1  A1  A2  A2        A1  A1  A2  A2  A3
 A3  A3  A4  A4        A3  A4  A4  A5  A5
 A5  A5  A6  A6        A6  A6  A7  A7  A8
 A7  A7  A8  A8        A8  A9  A9  A10 A10
 ..  ..  ..  ..        ..  ..  ..  ..  ..
 A2  A2  A1  A1        A2  A3  A1  A1  A2
 A4  A4  A3  A3        A5  A5  A3  A4  A4
 A6  A6  A5  A5        A7  A8  A6  A6  A7
 A8  A8  A7  A7        A10 A10 A8  A9  A9
 ..  ..  ..  ..        ..  ..  ..  ..  ..

```

Драјвер такође подржава офсетни распоред где се свака трака понавља o пута. На пример, o2 распоред на низу од 2, 3 и 4 диска изгледа овако:
```
 2 диска        3 диска            4 диска
 --------       ------------       -----------------
 A1  A2         A1  A2  A3         A1  A2  A3  A4
 A2  A1         A3  A1  A2         A4  A1  A2  A3
 A3  A4         A4  A5  A6         A5  A6  A7  A8
 A4  A3         A6  A4  A5         A8  A5  A6  A7
 A5  A6         A7  A8  A9         A9  A10 A11 A12
 A6  A5         A9  A7  A8         A12 A9  A10 A11
 ..  ..         ..  ..  ..         ..  ..  ..  ..
*''k'' представља број дискова

```

Линукс такође може да креира 0, 1, 4, 5 и 6 стандардних RAID конфигурација користећи мд.

## RAID 1E
RAID 1E користи двосмерно пресликавање на два или више дискова.

## RAID Z
RAID Z заправо није врста RAID-а, већ је софтвер вишег нивоа који имплементира шему интегрисане редудантности у ZFS фајл систему, сличном као код RAID-а 5. RAID Z је технологија за заштиту података коју одликује ZFS да би се смањило прегрејавање блокова приликом пресликавања.
RAID Z избегава коришћење копирај-при-писању технику. Да не би преписивао податке, пише их на нову локацију и онда аутоматски преписује само показивач на старе податке. Такође избегава читај-модификуј-пиши операцију за мала писања тако што само извршава писање по целим тракама. Мали блокови се пресликавају уместо да се заштићују путем парности. То је могуће зато што је фајл систем свестан структуре за складиштење и може да алоција више простора ако је то потребно.
RAID Z2 дуплира парност стурктуре да би постигао резултате сличне RAID-а 6 (способност да одржи до два квара на дисковима без губљења података).
RAID Z3 има тростуку парност и повећава редудантност.</ref>
In July 2009, triple-parity RAID-Z3 was added to provide increased redundancy due to the extended resilver times of multi-terabyte disks.

## Drive Extender (Проширивач диска)
Windows Home Server Drive Extender представља специлан случај JBOD RAID-а 1 имплементираног на нивоу фајл система одвојеног од Windows-овог Logical Disk Manager-а.
Microsoft је објавио у 2011. да Drive Extender више неће бити део Windows Home Server-а верзије 2 и Windows Home Server-a 2011.

## FlexRAID
FlexRAID је породица заштите за складиштење података и решења за опоравак. Програм је развијен на приступу којим се постиже ефикасност система смањењем губитка података. FlexRAID нам обезбеђује RAID преко фајл система и Transparent RAID (tRAID). Поседује N+1 и N+X парности заштите података кроз различите RAID-ove. Сви су стандардни и имају сопствене номенклатуре у форми "Tx", где "T" значи толеранција (енгл. tolerance) а "x" представља ниво толеранције.

## BeyondRAID
BeyondRAID није права RAID екстензија, али консолидује чак до 10 SATA тврдих дискова у један скуп за складиштење. Има предност јер подржава више различитих величина дискова у исто време, док пружа редудантност за све дискове. Користи комбинацију техника кличних RAID-овима 1 и 5. У зависности од делова података у односу са капацитетом, може да "преживи" чак три неваљана диска у исто време, ако се на време може обновити низ података на остале ваљане дискове. Укупна количина простора који може да се искористи се рачуна као сума капацитета дискова минус капацитет највећег диска. На пример, ако имамо дискове од 500, 400, 200 и 100GB, укупни капацитет ће бити 500+400+200+100+(-500)=700GB простора који можтемо да користимо.
```
              Дискови
| 100GB | 200GB | 400GB | 500GB |

                         ---------
|   x   | простор који не можемо да користимо (100GB)
                         ---------
                 -----------------
|  A1   |  A1   | RAID 1 скуп (2× 100GB)
                 -----------------
                 -----------------
|  B1   |  B1   | RAID 1 скуп (2× 100GB)
                 -----------------
         -------------------------
|  C1   |  C2   |  Cp   | RAID 5 низ  (3× 100GB)
         -------------------------
 ---------------------------------
|  D1   |  D2   |  D3   |  Dp   | RAID 5 низ  (4× 100GB)
 ---------------------------------

```

BeyondRaid има одлике RAID-а 6 и може вршити компресију базирану на хешу користећи 160-битне хешеве да максимизује ефикасност складиштења.

## unRAID
unRAID је оперативни систем оптимизован за складиштење медијских фајлова. Базиран је на Линуксу. Има спорију брзину писања од једног диска и "уско грло" када се пише на више дискова у исто време, али има подршку кеш диска која зналајно убрзава писање. Подаци су привремено незаштићени докле год их unRAID не премести у низ. Диск парности мора бити најмање онолико велики као највећи податак на диску да би се обезбедила заштита.

## CRYPTO softraid
У OpenBSD-у, CRYPTO је дисциплина која шифрује за софтраид подсистем. Она шифрује податке на једном комаду података да би обезбедила поверљивост података. CRYPTO не обезбеђује редундантност.